# Winnertzia ussurica
Winnertzia ussurica är en tvåvingeart som beskrevs av Boris Mamaev 1975. Winnertzia ussurica ingår i släktet Winnertzia och familjen gallmyggor. Inga underarter finns listade i Catalogue of Life.